# Coco Gauff
Cori Dionne "Coco" Gauff, född 13 mars 2004 i Atlanta (USA), är en amerikansk högerhänt professionell tennisspelare. Hon blev proffs 2018 och uppnådde i juni 2024 sin hittills bästa ranking i singel som #2. I dubbel var hon hösten år 2023 rankad som #1.

## Biografi

### Bakgrund
Gauff föddes i Atlanta, som barn till föräldrar med bakgrund inom collegeidrotten (basket respektive friidrott). Föräldrarna flyttade senare till Florida, för de bättre träningsmöjligheter inom tennis som fanns där för deras talangfulla dotter.
2018 blev hon som 14-åring etta på världsrankingen som junior, efter att hon vunnit årets juniortävling vid franska öppna mästerskapen. Under året vann hon också juniortiteln i dubbel i US Open, tillsammans med Caty McNally.

### 2019 och 2020
2019 inledde hon sin karriär på seniornivå med att kvala in till Miami Open i mars månad. Hon fick därefter ett wild card till kvalturneringen inför Wimbledon, där hon sedan som 15-åring blev den yngsta någonsin att kvala till huvudturneringen. I första omgången slog hon ut mångfaldiga Wimbledonsegraren Venus Williams, och i tävlingen avancerade hon till åttondelsfinal. Senare på året vann Gauff sin första WTA-titel när hon 13 oktober segrade i österrikiska Linz.
I början av 2020 var Gaff rankad som nummer 67 i världen. I Australiska öppna mötte hon Venus Williams i första omgången och fortsatte sin vana att vinna över henne tidigt i stora turneringar. I turneringen slog hon därpå Sorana Cîrstea i andra omgången.

### 2021 till 2023
Gauff nådde 2021 sin första final i en Grand Slam-turnering, när hon avancerade till dubbelfinalen i årets US Open i lag med Caty McNally. Under året hade hon i singel för fjärde året i rad nått åttondelsfinal i Wimbledon.
2022 lyckades Gauff avancera till singelfinalen i Franska öppna mästerskapen, där hon förlorade i raka set mot Iga Świątek. Paret Gauff/Jessica Pegula nådde även final i dubbelturneringen, vilket säkrade henne en plats som topp 5 i världen.
Framgångarna för Gauff fortsatte under 2023, med hennes första WTA 1000-titel vid Cincinnati Masters. Senare under året vann hon damturneringen i US Open, efter en 2–1-seger mot Aryna Sabalenka. Samma månad avancerade hon till sin dittills högsta världsranking, som nummer 3.

### 2024 och 2025
Under 2024 nådde Gauff semifinal i Australiska öppna, liksom ytterligare en åttondelsfinal i Wimbledon (förlust mot landsmaninnan Emma Navarro). Vid årets slut segrade Gauff i WTA-slutspelet. I dubbel vann hon i Paris tillsammans med Kateřina Siniaková; i samma stad blev hon och dubbelpartnern Jessica Pegula ett par månader senare utslagen i den olympiska dubbeln redan i andra omgången. Samma par hade några veckor tidigare nått kvartsfinal i Wimbledon. I det olympiska singelspelet nådde hon tredje omgången.
Coco Gauffs karriär under 2025 har inneburit blandade insatser. Hon förlorade kvartsfinalen i Melbourne mot Paula Badosa. I juni vann hon dock finalen i Paris mot regerande mästarinnan Aryna Sabalenka, efter att ha förlorat första set i tiebreak. Redan i maj hade hon som finalist i Italienska öppna återkommit till andraplatsen i världsrankingen.